# Боярышник Дугласа
Боя́рышник Ду́гласа (лат. Cratǽgus douglásii) — кустарник или небольшое дерево, вид рода Боярышник (Crataegus) семейства Розовые (Rosaceae).
Названия на других языках: англ. Douglas' Thornapple, Black Hawthorn, River Hawthorn.
|                                                                                   |
|                                                                                   |
|                                                                                   |
|                                                                                   |
|                                                                                   |
| Сверху вниз: Ветка. Верхняя и нижняя стороны листа. Соцветие. Цветок (цвеличено). |

## Распространение и экология
В природе ареал вида охватывает север и восток США и юго-западные районы Канады.
Произрастает по берегам горных рек.

## Ботаническое описание
Дерево высотой 5—13 (до 15) м. Ствол до 50 см в диаметре, покрыт тёмно-коричневой пластинчатой корой. Ветви коричнево-красные, нередко несколько плакучие, образуют густую крону; побеги голые. Часто растет кустообразно и разрастается в обширные, густые куртины. Колючки отсутствуют или немногочисленные, тупые или острые, ярко-красные, позднее пепельно-серые, прямые или слегка изогнутые, длиной 2,5—3 см.
Листья продолговато-яйцевидные, яйцевидные или обратнояйцевидные, с острой или притуплённой вершиной и клиновидным цельнокрайным основанием, в верхней части неглубоко лопастные, мелкопильчатые, длиной 2,5—8,5 см, шириной 1,2—5 см, на длинных побегах — длиной до 12,5 см, шириной 8,5 см, слабо лопастные в верхней части; молодые — сверху прижатоволосистые, снизу опушённые по жилкам, взрослые — голые, плотноватые, сверху тёмно-зелёные, блестящие, снизу бледнее. Черешки длиной 1—2 см, вначале опушённые, позднее голые.
Соцветия 10—20-цветковые, щитковидные, с голыми или слабо опушенными осями. Цветки диаметром 1—1,5 см, с белыми лепестками. Чашелистики короткие, широко треугольпые, заострённые, у вершины железисто-пильчатые, часто красновато-пурпурные. Тычинок 10—20, с небольшими бледно-жёлтыми или розоватыми пыльниками; столбиков 3—5.
Плоды многочисленные, в плотных пониклых гроздьях, коротко эллипсоидальные, с опадающей чашечкой и выемчатой усечённой вершиной, чёрные, лоснящиеся, длиной около 12 мм, со светло-жёлтой сладкой мякотью. Косточек 3—5, суженных к основанию, длиной до 7 мм, шириной до 3 мм, слабо бороздчатых на спинной стороне и неглубоко выемчатых с брюшной.
Цветение в мае. Плодоношение в августе — сентябре. Массовый листопад в начале ноября.

## Значение и применение
В культуре с 1828 года, неприхотлив и зимостоек, как и многие другие боярышники, используется для посадок в парках и садах. Декоративен густой широкой кроной, особенно в период цветения и осенью. Красив в аллейных посадках.

## Таксономия
Вид Боярышник Дугласа входит в род Боярышник (Crataegus) трибы Pyreae подсемейства Спирейные (Spiraeoideae) семейства Розовые (Rosaceae) порядка Розоцветные (Rosales).
|  |                                      |  |                                                              |                                                              |                   |  | ещё 8 семейств (согласно Системе APG III) | ещё 8 семейств (согласно Системе APG III)    |                                              |  |  |  | ещё 7 триб (согласно Системе APG III)         | ещё 7 триб (согласно Системе APG III)         |  |  |  |  | ещё от 200 до 300 видов | ещё от 200 до 300 видов |
|  |                                      |  |                                                              |                                                              |                   |  | ещё 8 семейств (согласно Системе APG III) | ещё 8 семейств (согласно Системе APG III)    |                                              |  |  |  | ещё 7 триб (согласно Системе APG III)         | ещё 7 триб (согласно Системе APG III)         |  |  |  |  | ещё от 200 до 300 видов | ещё от 200 до 300 видов |
|  |                                      |  |                                                              | порядок Розоцветные                                          |                   |  |                                           |                                              | подсемейство Спирейные                       |  |  |  |                                               | род Боярышник                                 |  |  |  |  |                         |                         |
|  |                                      |  |                                                              | порядок Розоцветные                                          |                   |  |                                           |                                              | подсемейство Спирейные                       |  |  |  |                                               | род Боярышник                                 |  |  |  |  |                         |                         |
|  | отдел Цветковые, или Покрытосеменные |  |                                                              |                                                              | семейство Розовые |  |                                           |                                              | триба Pyreae                                 |  |  |  | вид Боярышник Дугласа                         |                                               |  |  |  |  |                         |                         |
|  | отдел Цветковые, или Покрытосеменные |  |                                                              |                                                              |                   |  |                                           |                                              |                                              |  |  |  |                                               |                                               |  |  |  |  |                         |                         |
|  |                                      |  | ещё 44 порядка цветковых растений (согласно Системе APG III) | ещё 44 порядка цветковых растений (согласно Системе APG III) |                   |  |                                           | ещё 8 подсемейств (согласно Системе APG III) | ещё 8 подсемейств (согласно Системе APG III) |  |  |  | ещё около 60 родов (согласно Системе APG III) | ещё около 60 родов (согласно Системе APG III) |  |  |  |  |                         |                         |
|  |                                      |  |                                                              | ещё 44 порядка цветковых растений (согласно Системе APG III) |                   |  |                                           |                                              | ещё 8 подсемейств (согласно Системе APG III) |  |  |  |                                               | ещё около 60 родов (согласно Системе APG III) |  |  |  |  |                         |                         |

### Разновидности
Выделяют две разновидности:
- Crataegus douglasii var. douglasii Lindl.

- [syn.  Crataegus columbiana Howell]
- [syn.  Crataegus williamsii Eggl.]

- Crataegus douglasii var. duchesnensis Welsh